# 臼井孝
臼井 孝（うすい たかし、1941年（昭和16年）1月3日 - ）は、日本の政治家。東京都元あきる野市長（2期）、阿伎留病院組合管理者、秋川衛生組合管理者、西秋川衛生組合管理者。
秋多町議会議員、秋川市議会議員、秋川市長（5期）、東京都議会議員（2期）を務めた。

## 概要
東京都出身。東京都立国立高等学校を経て、1964年（昭和39年）青山学院大学法学部を卒業。1967年（昭和42年）秋多町議会議員、1972年（昭和47年）秋川市議会議員となり同議長も務めた。1977年（昭和52年）に秋川市長に当選。1995年（平成7年）まで5期にわたり秋川市長を務める。
1996年、第41回衆議院議員総選挙に新進党公認で東京都第25区から出馬したが、自由民主党元職の石川要三元防衛庁長官に敗れ、落選した。
2001年、東京都議会議員選挙に出馬し、当選。都議時代は自由民主党に所属し、都議会自民党副幹事長や警察消防委員長を務める。2005年の都議選で再選。2007年、田中雅夫あきる野市長の後継指名を受け、都議を辞職してあきる野市長選に出馬し、当選。あきる野市長就任後は行政改革を推進し、市職員の人件費削減や公債費比率、経常収支比率の改善に取り組んだ。2011年、あきる野市長再選。2015年に任期満了。
2018年春の叙勲で旭日中綬章を受章。

## 著書
- 季節のかがやき（ISBN 978-4794303967 創樹社 1996年）